# یواس‌اس داگونگ (اس‌اس-۳۵۳)
یواس‌اس داگونگ (اس‌اس-۳۵۳) (به انگلیسی: USS Dugong (SS-353)) یک زیردریایی بود که طول آن ۳۱۱ فوت ۹ اینچ (۹۵٫۰۲ متر) بود.